# Fuller Pilch
 (février 2025).
Pour les articles homonymes, voir Pilch.
Fuller Pilch, né le 17 mars 1804 et mort le 1er mai 1870, est un joueur anglais de cricket.

## Biographie
Fuller Pilch, né le 17 mars 1804 à Horningtoft, près de Fakenham dans le comté de Norfolk, est le plus jeune fils de Nathaniel Pilch et de Frances Fuller.